# Keyvan Beaumont
Keyvan Frédéric Beaumont (18 luglio 2005) è un calciatore francese originario di Guadalupa, centrocampista del La Gauloise e della nazionale guadalupense.

## Carriera

### Club
Ha iniziato a giocare a calcio con il Cerfa per poi passare al Solidarité nel 2023. Un anno più tardi è stato acquistato dal La Gauloise.

### Nazionale
Ha debuttato con la nazionale di Guadalupa il 15 ottobre 2024 nell'incontro di CONCACAF Nations League pareggiato 0-0 contro la Martinica.
Nel 2025 è stato incluso nella lista dei convocati per la CONCACAF Gold Cup 2025.

## Statistiche

### Cronologia presenze e reti in nazionale
| Cronologia completa delle presenze e delle reti in nazionale ― Guadalupa | Cronologia completa delle presenze e delle reti in nazionale ― Guadalupa | Cronologia completa delle presenze e delle reti in nazionale ― Guadalupa | Cronologia completa delle presenze e delle reti in nazionale ― Guadalupa | Cronologia completa delle presenze e delle reti in nazionale ― Guadalupa | Cronologia completa delle presenze e delle reti in nazionale ― Guadalupa | Cronologia completa delle presenze e delle reti in nazionale ― Guadalupa | Cronologia completa delle presenze e delle reti in nazionale ― Guadalupa |
| Data                                                                     | Città                                                                    | In casa                                                                  | Risultato                                                                | Ospiti                                                                   | Competizione                                                             | Reti                                                                     | Note                                                                     |
| ------------------------------------------------------------------------ | ------------------------------------------------------------------------ | ------------------------------------------------------------------------ | ------------------------------------------------------------------------ | ------------------------------------------------------------------------ | ------------------------------------------------------------------------ | ------------------------------------------------------------------------ | ------------------------------------------------------------------------ |
| 15-10-2024                                                               | Le Gosier                                                                | Martinica                                                                | 0 – 0                                                                    | Guadalupa                                                                | CONCACAF Nations League 2024-2025 - 1° turno                             | -                                                                        | 71’                                                                      |
| 15-11-2024                                                               | George Town                                                              | Isole Cayman                                                             | 0 – 6                                                                    | Guadalupa                                                                | CONCACAF Nations League 2024-2025 - 1° turno                             | -                                                                        | 58’                                                                      |
| 19-11-2024                                                               | Le Gosier                                                                | Guadalupa                                                                | 1 – 0                                                                    | Isole Cayman                                                             | CONCACAF Nations League 2024-2025 - 1° turno                             | -                                                                        | 68’                                                                      |
| Totale                                                                   |                                                                          | Presenze                                                                 | 3                                                                        |                                                                          | Reti                                                                     | 0                                                                        |                                                                          |